# Enicospilus lacteus
Enicospilus lacteus là một loài tò vò trong họ Ichneumonidae.